# Hemiseptella africana
Hemiseptella africana is een mosdiertjessoort uit de familie van de Calloporidae. De wetenschappelijke naam van de soort is voor het eerst geldig gepubliceerd in 1930 door Ferdinand Canu en Ray Smith Bassler.